# Синько, Михаил Семёнович
Михаил Семёнович Синько (1923—2009) — участник Великой Отечественной войны, Герой Советского Союза.

## Биография
Михаил Синько родился 20 ноября 1923 года в селе Московское Липоводолинского района Сумской области в крестьянской семье. В 1941 году окончил 9 классов школы в селе Берестовка.
С началом Великой Отечественной войны призван в ряды Красной армии. Направлен на учёбу в Харьковское артиллерийское училище, которое в то время находилось в эвакуации в Фергане. Участник боевых действий с января 1942 года. Воевал в составе Центрального и 1-го Белорусского фронтов. Принимал участие в битве на Курской дуге, его боевой путь проходил через Северную Украину, Белоруссию, Польшу, Германию. Был дважды ранен.
За героизм, проявленный в боях при форсировании реки Висла и на Пулавском плацдарме, Указом Президиума Верховного Совета СССР от 21 февраля 1945 года присвоено звание Героя Советского Союза с вручением ордена Ленина и медали «Золотая Звезда» (№ 6781).
Войну закончил под Берлином.
После войны продолжил службу в рядах ВС СССР. В 1946 году окончил курсы усовершенствования офицерского состава, а в 1963 году — Тбилисское высшее артиллерийское училище. Служил в Прикарпатском военном округе на должностях командира дивизиона, полка, начальника ракетных войск и артиллерии дивизии. В течение двух лет был в командировке в Сирийской Арабской Республике. Уволился в запас в 1974 году в звании полковника.
После увольнения из рядов Вооружённых Сил более 20 лет работал в Ровно директором областной автошколы. Умер 13 июня 2009 года. Похоронен на Новом кладбище в Ровно.

## Награды
- Медаль «Золотая Звезда» Героя Советского Союза (№ 6781);
- орден Ленина;
- орден Александра Невского;
- орден Отечественной войны 1 степени;
- два ордена Красной Звезды;
- медали, в том числе:
  - медаль За боевые заслуги;
  - медаль «За Одру, Нису и Балтику» (Польша).